# Vale de guardería
El vale de guardería es un beneficio social corporativo entregado por la empresa al trabajador. Mediante estos la empresa ofrece una ayuda al empleado para afrontar los gastos de la guardería de hijos de entre  0 y 3 años a lo largo del primer ciclo de educación infantil.  
El principal objetivo de esta ayuda es asistir al empleado con servicios de guardería durante sus horas laborales favoreciendo así la conciliación de la vida laboral y familiar, así como la motivación y productividad en el trabajo.
Esta ayuda se implantó en España en el año 2003.

## Funcionamiento
El vale guardería es canjeable dentro de una red de centros adscritos que gozan de convenios con las empresas emisoras de los vales.  Los vales son personalizados, y en ellos debe constar el nombre de la empresa que ofrece la ayuda y el nombre del empleado que la recibe, así como el importe de la ayuda que la empresa haya determinado.
Las empresas emisoras de los vales de guardería proporcionan los vales a las empresas para que mensualmente las entreguen a sus empleados y puedan utilizarlos en el centro de educación infantil escogido. El empleado utilizará el vale en la guardería a la hora de abonar las cuotas, aportando la diferencia en el caso de que no cubra el 100% del coste en la forma de pago que establezca el centro.
En el caso de que el centro aún no esté incluido en la red de centros adscritos la empresa emisora de los vales gestiona la incorporación del centro educativo a la red.  
El vale de guardería' puede entregarse en formato papel o digital agilizando y facilitando la gestión de la ayuda.

## Regulación en España
En España, el vale guardería está regulado fiscalmente en el Art. 42.2.g de la ley 35/2006 del IRPF que contempla exenciones fiscales para este tipo de beneficios sociales sin límite cuantitativo.